# اندیس حمیره ۱
حمیره ۱ یک اندیس فلزی است که در حوالی شهر بردسکن استان خراسان قرار دارد و مادهٔ معدنی موجود در آن، مس است. سنگ میزبان این اندیس ولکانیک است و دیرینگی آن به دوران کرتاسه بالایی می‌رسد. در این اندیس، پاراژنز‌های پیریت یافت می‌شوند.